# Saison 2024-2025 du FC Barcelone
Maillots
Chronologie
Saison précédente Saison suivante
La saison 2024-2025 du FC Barcelone est la 126e saison depuis la fondation du FC Barcelone. Elle fait suite à la saison 2023-2024.
Lors de la saison 2024-2025, le FC Barcelone est engagé dans 4 compétitions officielles : championnat d'Espagne, Ligue des Champions, Coupe du Roi et Supercoupe d'Espagne.
L'été est marqué par l'arrivée du nouvel entraîneur Hansi Flick qui remplace Xavi Hernández. Du côté des joueurs, le capitaine Sergi Roberto quitte le club laissant le brassard à Marc-André ter Stegen. L'international espagnol Dani Olmo rejoint le club.
Le FC Barcelone fête le 125e anniversaire de sa fondation le 29 novembre 2024. 
Barcelone remporte le championnat d'Espagne, la Coupe du Roi et la Supercoupe d'Espagne.

## Saison
Cette saison, Barcelone joue ses matchs à domicile au Stade olympique de Barcelone, car le Spotify Camp Nou est toujours en rénovation. Le Camp Nou aura une capacité de 105 000 spectateurs une fois les travaux terminés courant 2025.
L'ancien joueur formé au club Thiago Alcántara devient un des assistants de Hansi Flick pendant la pré-saison.

### Juillet

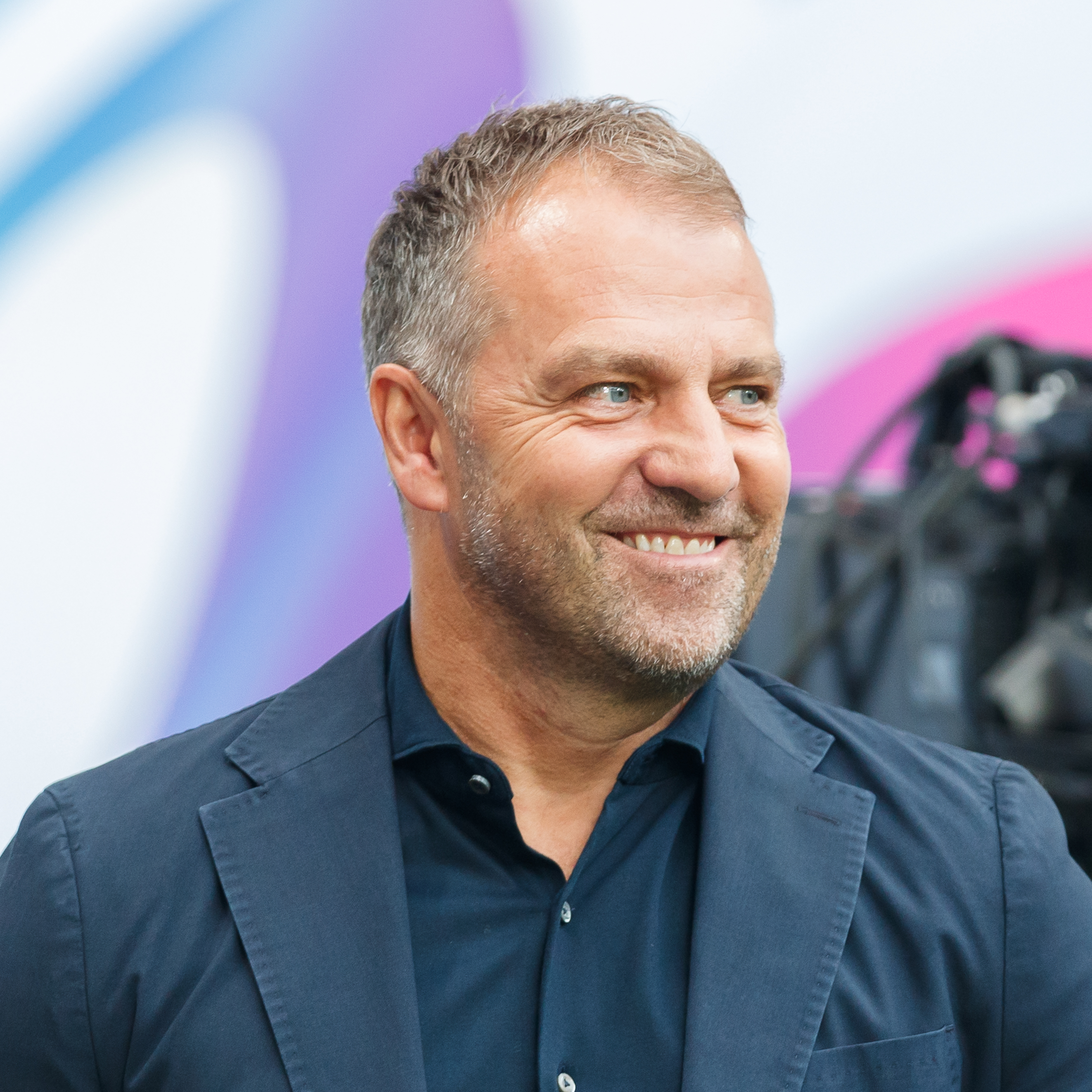
Hansi Flick arrive au Barça en juillet 2024.

L'équipe reprend l'entraînement le 11 juillet sous la houlette de Hansi Flick. Le nouveau capitaine de l'équipe est Marc-André ter Stegen à la suite du départ de Sergi Roberto.
Le 28 juillet, le Barça s'envole pour les États-Unis pour y jouer trois matches amicaux : le 31 au Camping World Stadium face à Manchester City (match nul 2 à 2), un Clásico le 4 août au MetLife Stadium face au Real Madrid (victoire 2 à 1 grâce à deux buts de Pau Víctor) et le 7 août face à l'AC Milan au M&T Bank Stadium (match nul 2 à 2 avec deux buts de Robert Lewandowski).

### Août
Le 9 août, Dani Olmo rejoint le Barça en provenance du Red Bull Leipzig.
Le 12 août, Barcelone perd 3 à 0 face à l'AS Monaco lors du traditionnel Trophée Joan Gamper. Il s'agissait de la première participation des Monégasques. Le Barça porte sur son maillot un écusson spécial qui commémore le 125e anniversaire du club fondé en 1899.
Barcelone débute par une victoire 2 à 1 en championnat le 17 août face à Valence CF au stade de Mestalla grâce à deux buts de Robert Lewandowski. Les jeunes Pau Víctor, Marc Bernal et Gerard Martín jouent leur premier match officiel avec le Barça.
Le 21, İlkay Gündoğan quitte le Barça pour retourner à Manchester City.
Le 24, Barcelone bat 2 à 1 l'Athletic Bilbao grâce à des buts de Lamine Yamal et Robert Lewandowski (2e journée de championnat).
Le 27, le Barça bat 2 à 1 le Rayo Vallecano au stade de Vallecas grâce à des buts de Pedri et Dani Olmo (3e journée de championnat).
Le 29 a lieu le tirage au sort de la Ligue des champions qui désigne les huit adversaires de Barcelone lors du nouveau format de la phase de ligue : à domicile, Bayern Munich,  Atalanta, Young Boys et Brest, et à l'extérieur, Borussia Dortmund, l'Étoile rouge de Belgrade, Benfica et l'AS Monaco.
Le 31, Barcelone bat le Real Valladolid 7 à 0 (4e journée de championnat). Le Barça occupe la première place du championnat avec quatre victoires en autant de rencontres. Le jeune Sergi Domínguez joue son premier match officiel en équipe première.

### Septembre
Le 15, le Barça s'impose 4 à 1 sur le terrain du Girona FC avec deux buts de Lamine Yamal, un de Dani Olmo et un autre de Pedri (5e journée de championnat).
Le 19, Barcelone s'incline 2 à 1 sur le terrain de l'AS Monaco (1e journée de la Ligue des champions).
Le 22, Barcelone s'impose 5 à 1 sur le terrain du Villarreal CF (6e journée de championnat) mais perd son gardien et capitaine Marc-André ter Stegen pour toute la saison en raison d'une grave blessure au genou. Barcelone occupe la première place du classement avec quatre points d'avance sur le Real Madrid.
Le 25, le Barça bat Getafe CF 1 à 0 (7e journée de championnat).
Le 29, Barcelone perd 4 à 2 sur le terrain d'Osasuna mais conserve la tête du classement avec trois points d'avance (8e journée de championnat).

### Octobre
Le 1er octobre, le Barça bat Young Boys 5 à 0 (2e journée de la Ligue des champions).
Le 2, le gardien de but polonais Wojciech Szczęsny signe jusqu'à la fin de la saison afin de remplacer Marc-André ter Stegen blessé.
Le 6, Barcelone s'impose 3 à 0 sur le terrain du Deportivo Alavés grâce à un triplé de Robert Lewandowski (9e journée de championnat).
Le 20, Barcelone bat 5 à 1 le Séville FC et conserve la tête du classement avec trois points d'avance sur le Real Madrid (10e journée de championnat).
Le 23, Barcelone s'impose 4 à 1 face au Bayern Munich grâce notamment à un triplé de Raphinha (3e journée de la Ligue des champions).
Le 26, le Barça s'impose 4 à 0 sur le terrain du Real Madrid lors du Clásico (11e journée de championnat). Lamine Yamal devient à l'âge de 17 ans et 105 jours le plus jeune joueur de l'histoire à marquer lors d'un Clásico. Barcelone compte désormais six points d'avance sur le deuxième.

### Novembre
Le 3, Barcelone bat 3 à 1 le RCD Espanyol (12e journée de championnat).
Le 6, le Barça s'impose 5 à 2 sur le terrain de l'Étoile rouge de Belgrade (4e journée de la Ligue des champions). Avec 55 buts en 16 matches, Barcelone bat le record détenu depuis la saison 1950-1951 par le Barça entraîné à l'époque par Ferdinand Daučík.
Le 10, Barcelone perd 1 à 0 sur le terrain de la Real Sociedad (13e journée de championnat).
Le 23, le Barça concède le nul 2 à 2 sur le terrain du Celta de Vigo (14e journée de championnat).
Le 26, Barcelone bat 3 à 0 Brest (5e journée de la Ligue des champions).
Le 29, le club fête son 125e anniversaire au Grand théâtre du Liceu lors d'un gala qui réunit de nombreuses figures marquantes de l'histoire du club.
Le 30, Barcelone s'incline 2 à 1 face à l'UD Las Palmas (15e journée de championnat). L'équipe joue avec des shorts blancs en souvenir de la première tenue du FC Barcelone en 1899.

### Décembre
Le 3, Barcelone s'impose 5 à 1 sur le terrain du RCD Majorque (match avancé de la 19e journée du championnat d'Espagne).
Le 7, le Barça concède le nul 2 à 2 sur le terrain du Betis Séville (16e journée du championnat d'Espagne).
Le 11, Barcelone s'impose 3 à 2 sur le terrain du Borussia Dortmund (6e journée de la Ligue des champions).
Le 15, le Barça s’incline 1 à 0 face à le CD Leganés (17e journée du championnat d'Espagne).
Le 21, Barcelone s'incline 2 à 1 face à l'Atlético Madrid (18e journée du championnat d'Espagne).

### Janvier
Le 4, Barcelone s’impose 4 à 0 face à UD Barbastro (1/16 de finale de la Coupe du Roi). Le junior Toni Fernández devient le deuxième joueur le plus jeune à débuter en équipe première à l'âge de 16 ans et 173 jours (derrière Lamine Yamal).
Le 8, Barcelone s’impose 2 à 0 face l'Athletic Bilbao à Riyad en demi-finale de la Supercoupe d'Espagne.
Le 12, Barcelone remporte la Supercoupe d’Espagne en battant 5 à 2 le Real Madrid en finale (2e clásico de la saison et 2e victoire du Barça). Il s'agit du 100e trophée officiel de l'histoire du club.
Le 15 Barcelone bat 5 à 1 le Real Betis en 1/8 de finale de la Coupe du Roi. 
Le 19, le Barça fait match nul 1 a 1 face à Getafe CF (20e journée du championnat d'Espagne).
Le 21, Barcelone s'impose 5 à 4 face au Benfica à Lisbonne (7e journée de la Ligue des champions).
Le 26, Barcelone s'impose 7 à 1 face au Valence CF (21e journée du championnat d'Espagne).
Le 29, Barcelone fait match nul 2 à 2 face à l'Atalanta de Bergame (8e journée de la Ligue des champions).

### Février
Le 2, Barcelone s'impose 1 à 0 face à Alavés (22e journée du championnat d'Espagne).
Le 6, Barcelone s'impose 5 à 0 face au Valence CF en 1/4 de finale de la Coupe du Roi.
Le 9, Barcelone s'impose 4 à 1 sur le terrain du Séville FC (23e journée du championnat d'Espagne) et se situe à deux points du leader.
Le 17, le Barça s'impose 1 à 0 face au Rayo Vallecano (24e journée du championnat d'Espagne) et reprend ainsi la tête du championnat.
Le 22, Barcelone s'impose 2 à 0 sur le terrain de l'UD Las Palmas (25e journée du championnat d'Espagne).
Le 25, Barcelone fait match nul 4 à 4 face à l'Atlético de Madrid lors du match aller de la demi-finale de la Coupe du Roi.

### Mars
Le 2, Barcelone s'impose 4 à 0 face à la Real Sociedad (26e journée du championnat d'Espagne).
Le 5, Barcelone s'impose 1 à 0 sur le terrain du Benfica lors des 1/8 de finale aller de la Ligue des champions.
Le 8, Barcelone devait recevoir Osasuna (27e journée du championnat d'Espagne) mais le match est reporté à la suite du décès du médecin du FC Barcelone Carles Miñarro.
Le 11, Barcelone s'impose 3 à 1 face au Benfica lors des 1/8 de finale retour de la Ligue des champions.
Le 16, Barcelone s'impose 4 à 2 sur le terrain de l'Atlético de Madrid (28e journée du championnat d'Espagne).
Le 27, Barcelone s'impose 3 à 0 face à Osasuna (match retardé de la 27e journée du championnat d'Espagne).
Le 30, le Barça s'impose 4 à 1 face au Girona FC (29e journée du championnat d'Espagne).

### Avril
Le 2, Barcelone s'impose 1 à 0 sur le terrain de l'Atlético de Madrid lors du match retour de la demi-finale de la Coupe du Roi et se qualifie ainsi pour la finale face au Real Madrid.
Le 5, Barcelone fait match nul 1 à 1 face au Real Betis (30e journée du championnat d'Espagne).
Le 9, Barcelone s'impose 4 à 0 face au Borussia Dortmund lors du match aller des quarts de finale de la Ligue des champions.
Le 12, le Barça s'impose 1 à 0 sur le terrain de Leganés (31e journée du championnat d'Espagne).
Le 15, Barcelone s'incline 3 à 1 sur le terrain du Borussia Dortmund lors du match retour des quarts de finale de la Ligue des champions, mais se qualifie pour les demi-finales.
Le 19, Barcelone s'impose 4 à 3 face au Celta de Vigo (32e journée du championnat d'Espagne).
Le 22, Le Barça s'impose 1 à 0 face au RCD Majorque (33e journée du championnat d'Espagne).
Le 26, le Barça remporte la Coupe du Roi en battant 3 à 2 le Real Madrid en finale (3e clásico de la saison et 3e victoire du Barça) à Séville.
Le 30, Barcelone fait match nul 3 à 3 face à l'Inter Milan lors du match aller des demi-finales de la Ligue des champions.

### Mai
Le 3, Barcelone s'impose 2 à 1 sur le terrain du Real Valladolid (34e journée du championnat d'Espagne). Le jeune Dani Rodríguez débute avec le Barça.
Le 6, Barcelone s'incline 4 à 3 sur le terrain de l'Inter Milan lors du match retour des demi-finales de la Ligue des champions.
Le 11, Barcelone bat 4 à 3 le Real Madrid (35e journée du championnat d'Espagne). Il s'agit du 4e clásico de la saison et de la 4e victoire du Barça. Au classement, Barcelone compte désormais sept points d'avance à trois journées de la fin du championnat.
Le 15, Barcelone s'impose 2 à 0 sur le terrain du RCD Espanyol (36e journée du championnat d'Espagne), et remporte le 28e championnat de son histoire.
Le 18, Barcelone s'incline 3 à 2 face à Villarreal CF (37e journée du championnat d'Espagne).
Le 25, Barcelone s'impose 3 à 0 sur le terrain de l'Athletic Bilbao (38e journée du championnat d'Espagne).

## Compétitions

### LaLiga

#### Calendrier
| Dates      | J.  | Adversaires        | Lieux                                  | Scores | Buteurs                                                                                  |
| ---------- | --- | ------------------ | -------------------------------------- | ------ | ---------------------------------------------------------------------------------------- |
| 17/08/2024 | 1re | Valence CF         | Stade de Mestalla, Valence             | 1-2    | Lewandowski 45+5e 49e (pen.)                                                             |
| 24/08/2024 | 2e  | Athletic Club      | Stade olympique, Barcelone             | 2-1    | Yamal 24e, Lewandowski 75e                                                               |
| 27/08/2024 | 3e  | Rayo Vallecano     | Stade de Vallecas, Madrid              | 1-2    | Pedri 60e, Olmo 82e                                                                      |
| 31/08/2024 | 4e  | Real Valladolid    | Stade olympique, Barcelone             | 7-0    | Raphinha 20e 64e 72e, Lewandowski 24e, Koundé 45+2e, Olmo 82e, Ferran 85e                |
| 15/09/2024 | 5e  | Girona FC          | Stade de Montilivi, Gérone             | 1-4    | Yamal 30e 37e, Olmo 47e, Pedri 64e                                                       |
| 22/09/2024 | 6e  | Villarreal CF      | Stade de la Cerámica, Vila-real        | 1-5    | Lewandowski 20e 35e, Torre 58e, Raphinha 75e 83e                                         |
| 25/09/2024 | 7e  | Getafe CF          | Stade olympique, Barcelone             | 1-0    | Lewandowski 19e                                                                          |
| 29/09/2024 | 8e  | Osasuna            | Stade El Sadar, Pampelune              | 4-2    | Victor 53e, Yamal 89e                                                                    |
| 06/10/2024 | 9e  | Alavés             | Stade de Mendizorroza, Vitoria-Gasteiz | 0-3    | Lewandowski 7e 22e 32e                                                                   |
| 20/10/2024 | 10e | Séville FC         | Stade olympique, Barcelone             | 5-1    | Lewandowski 23e (pen.) 39e, Pedri 28e, Torre 82e 89e                                     |
| 26/10/2024 | 11e | Real Madrid CF     | Stade Santiago Bernabéu, Madrid        | 0-4    | Lewandowski 54e 56e, Yamal 77e, Raphinha 84e                                             |
| 03/11/2024 | 12e | RCD Espanyol       | Stade olympique, Barcelone             | 3-1    | Olmo 12e 31e, Raphinha 23e                                                               |
| 10/11/2024 | 13e | Real Sociedad      | Stade d'Anoeta, Saint-Sébastien        | 1-0    |                                                                                          |
| 23/11/2024 | 14e | Celta de Vigo      | Stade de Balaídos, Vigo                | 2-2    | Raphinha 15e, Lewandowski 61e                                                            |
| 30/11/2024 | 15e | UD Las Palmas      | Stade olympique, Barcelone             | 1-2    | Raphinha 61e                                                                             |
| 03/12/2024 | 19e | RCD Majorque       | Stade de Son Moix, Palma de Majorque   | 1-5    | Ferran 12e, Raphinha 56e (pen.) 74e, De Jong 79e, Pau Victor 84e                         |
| 07/12/2024 | 16e | Real Betis         | Stade Benito Villamarín, Séville       | 2-2    | Lewandowski 39e, Ferran 82e                                                              |
| 15/12/2024 | 17e | CD Leganés         | Stade olympique, Barcelone             | 0-1    |                                                                                          |
| 21/12/2024 | 18e | Atlético de Madrid | Stade olympique, Barcelone             | 1-2    | Pedri 30e                                                                                |
| 19/01/2025 | 20e | Getafe CF          | Coliseum Alfonso Pérez, Getafe         | 1-1    | Koundé 9e                                                                                |
| 26/01/2025 | 21e | Valence CF         | Stade olympique, Barcelone             | 7-1    | De Jong 3e, Ferran 8e, Raphinha 14e, Lopez 24e 45+4e, Lewandowski 66e, Tarrega 75e (csc) |
| 02/02/2025 | 22e | Alavés             | Stade olympique, Barcelone             | 1-0    | Lewandowski 61e                                                                          |
| 09/02/2025 | 23e | Séville FC         | Stade Sánchez Pizjuán, Séville         | 1-4    | Lewandowski 7e, Lopez 46e, Raphinha 55e, Garcia 89e                                      |
| 17/02/2025 | 24e | Rayo Vallecano     | Stade olympique, Barcelone             | 1-0    | Lewandowski 28e (pen.)                                                                   |
| 22/02/2025 | 25e | UD Las Palmas      | Stade de Grande Canarie, Las Palmas    | 0-2    | Olmo 62e, Ferran 90+5e                                                                   |
| 02/03/2025 | 26e | Real Sociedad      | Stade olympique, Barcelone             | 4-0    | Martin 25e, Casado 29e, Araujo 56e, Lewandowski 60e                                      |
| 16/03/2025 | 28e | Atlético de Madrid | Stade Metropolitano, Madrid            | 2-4    | Lewandowski 72e, Ferran 78e 90+8e, Yamal 90+2e                                           |
| 27/03/2025 | 27e | Osasuna            | Stade olympique, Barcelone             | 3-0    | Ferran 11e, Olmo 21e (pen.), Lewandowski 77e                                             |
| 30/03/2025 | 29e | Girona FC          | Stade olympique, Barcelone             | 4-1    | Krejčí 43e (csc), Lewandowski 61e 77e, Ferran 86e                                        |
| 06/04/2025 | 30e | Real Betis         | Stade olympique, Barcelone             | 1-1    | Gavi 7e                                                                                  |
| 12/04/2025 | 31e | CD Leganés         | Stade de Butarque, Leganés             | 0-1    | Saenz 48e (csc)                                                                          |
| 19/04/2025 | 32e | Celta de Vigo      | Stade olympique, Barcelone             | 4-3    | Ferran 12e, Olmo 64e, Raphinha 68e 90+8e (pen.)                                          |
| 22/04/2025 | 33e | RCD Majorque       | Stade olympique, Barcelone             | 1-0    | Olmo 46e                                                                                 |
| 03/05/2025 | 34e | Real Valladolid    | Stade José Zorrilla, Valladolid        | 1-2    | Raphinha 54e, Lopez 60e                                                                  |
| 11/05/2025 | 35e | Real Madrid CF     | Stade olympique, Barcelone             | 4-3    | Garcia 19e, Yamal 32e, Raphinha 34e 45e                                                  |
| 15/05/2025 | 36e | RCD Espanyol       | Stade Cornellà-El Prat, Barcelone      | 0-2    | Yamal 53e, Lopez 90+5e                                                                   |
| 18/05/2025 | 37e | Villarreal CF      | Stade olympique, Barcelone             | 2-3    | Yamal 38e, Lopez 45+5e                                                                   |
| 25/05/2025 | 38e | Athletic Club      | Stade de San Mamés, Bilbao             | 0-3    | Lewandowski 14e 18e, Olmo 90+4e (pen.)                                                   |

| La Liga Champion 2024-2025 |
| -------------------------- |
| FC Barcelone 28e Titre     |

#### Classement
| Rang | Équipe                  | Pts | J  | G  | N  | P  | Bp  | Bc | Diff |
| ---- | ----------------------- | --- | -- | -- | -- | -- | --- | -- | ---- |
| 1    | FC Barcelone S C        | 88  | 38 | 28 | 4  | 6  | 102 | 39 | +63  |
| 2    | Real Madrid T SU CI     | 84  | 38 | 26 | 6  | 6  | 78  | 38 | +40  |
| 3    | Atlético de Madrid      | 76  | 38 | 22 | 10 | 6  | 68  | 30 | +38  |
| 4    | Athletic Club           | 70  | 38 | 19 | 13 | 6  | 54  | 29 | +25  |
| 5    | Villarreal CF           | 70  | 38 | 20 | 10 | 8  | 71  | 51 | +20  |
| 6    | Real Betis              | 60  | 38 | 16 | 12 | 10 | 57  | 50 | +7   |
| 7    | Celta de Vigo           | 55  | 38 | 16 | 7  | 15 | 58  | 57 | +1   |
| 8    | Rayo Vallecano          | 52  | 38 | 13 | 13 | 12 | 41  | 45 | -4   |
| 9    | CA Osasuna              | 52  | 38 | 12 | 16 | 10 | 48  | 52 | -4   |
| 10   | RCD Majorque            | 48  | 38 | 13 | 9  | 16 | 35  | 44 | -9   |
| 11   | Real Sociedad           | 46  | 38 | 13 | 7  | 18 | 35  | 46 | -11  |
| 12   | Valence CF              | 46  | 38 | 11 | 13 | 14 | 44  | 54 | -10  |
| 13   | Getafe CF               | 42  | 38 | 11 | 9  | 18 | 34  | 39 | -5   |
| 14   | Espanyol de Barcelone P | 42  | 38 | 11 | 9  | 18 | 40  | 51 | -11  |
| 15   | Deportivo Alavés        | 42  | 38 | 10 | 12 | 16 | 38  | 48 | -10  |
| 16   | Girona FC               | 41  | 38 | 11 | 8  | 19 | 44  | 60 | -16  |
| 17   | Séville FC              | 41  | 38 | 10 | 11 | 17 | 42  | 55 | -13  |
| 18   | CD Leganés P            | 40  | 38 | 9  | 13 | 16 | 39  | 56 | -17  |
| 19   | UD Las Palmas           | 32  | 38 | 8  | 8  | 22 | 40  | 61 | -21  |
| 20   | Real Valladolid P       | 16  | 38 | 4  | 4  | 30 | 26  | 90 | -64  |

Qualifications européennes
Ligue des champions 2025-2026
- 1er à 5e : phase de ligue

Ligue Europa 2025-2026
- 6e et 7e : phase de ligue

Ligue Conférence 2025-2026
- 8e : tour de barrage - voie principale

Relégation
- 18e à 20e : relégation en LaLiga HyperMotion

Abréviations
- T : Tenant du titre
- C : Vainqueur de la Coupe du Roi 2024-2025
- S : Vainqueur de la Supercoupe d'Espagne 2024-2025
- SU : Vainqueur de la Supercoupe de l'UEFA 2024
- CI : Vainqueur de la Coupe intercontinentale 2024
- P : Promus de LaLiga HyperMotion

### Ligue des champions
Les huit adversaires de Barcelone lors de la phase de ligue de la Ligue des champions sont : Bayern Munich, Borussia Dortmund, Atalanta, Benfica, Young Boys, Étoile rouge de Belgrade, Brest et l'AS Monaco.

#### Calendrier
Lors de la phase de ligue, Barcelone reçoit le Bayern Munich, Atalanta Bergame, Young Boys et Brest, et se déplace pour affronter le Borussia Dortmund, Benfica, l'Étoile rouge de Belgrade et l'AS Monaco.
| Dates      | J.                        | Adversaires       | Lieux                             | Scores | Buteurs                                                              |
| 19/09/2024 | 1re                       | AS Monaco         | Stade Louis II, Monaco            | 2-1    | Yamal 28e                                                            |
| 01/10/2024 | 2e                        | Young Boys        | Stade olympique, Barcelone        | 5-0    | Lewandowski 8e 51e, Raphinha 34e, Martinez 37e, Ali Camara 81e (csc) |
| 23/10/2024 | 3e                        | Bayern Munich     | Stade olympique, Barcelone        | 4-1    | Raphinha 1re 45e 56e, Lewandowski 36e                                |
| 06/11/2024 | 4e                        | ER Belgrade       | Stade de l'Étoile rouge, Belgrade | 2-5    | Martinez 13e, Lewandowski 43e 53e, Raphinha 55e, Lopez 76e           |
| 26/11/2024 | 5e                        | Brest             | Stade olympique, Barcelone        | 3-0    | Lewandowski 10e (pen.) 90+2e, Olmo 66e                               |
| 11/12/2024 | 6e                        | Borussia Dortmund | BVB Stadion Dortmund, Dortmund    | 2-3    | Raphinha 52e, Ferran 75e 85e                                         |
| 21/01/2025 | 7e                        | Benfica Lisbonne  | Estádio da Luz, Lisbonne          | 4-5    | Lewandowski 13e (pen.) 78e (pen.), Raphinha 64e 90+6e, Garcia 86e    |
| 29/01/2025 | 8e                        | Atalanta Bergame  | Stade olympique, Barcelone        | 2-2    | Yamal 47e, Araujo 72e                                                |
| 05/03/2025 | Huitième de finale aller  | Benfica Lisbonne  | Estádio da Luz, Lisbonne          | 0-1    | Raphinha 61e                                                         |
| 11/03/2025 | Huitième de finale retour | Benfica Lisbonne  | Stade olympique, Barcelone        | 3-1    | Raphinha 11e 42e, Yamal 27e                                          |
| 09/04/2025 | Quart de finale aller     | Borussia Dortmund | Stade olympique, Barcelone        | 4-0    | Raphinha 25e, Lewandowski 48e 66e, Yamal 77e                         |
| 15/04/2025 | Quart de finale retour    | Borussia Dortmund | BVB Stadion Dortmund, Dortmund    | 3-1    | Bensebaïni 54e (csc)                                                 |
| 30/04/2025 | Demi-finale aller         | Inter Milan       | Stade olympique, Barcelone        | 3-3    | Yamal 25e, Ferran 38e, Sommer 66e (csc)                              |
| 06/05/2025 | Demi-finale retour        | Inter Milan       | Stade Giuseppe-Meazza, Milan      | 4-3    | García 54e, Olmo 60e, Raphinha 87e                                   |

### Coupe du Roi
| Dates      | Tour               | Adversaires        | Lieux                                    | Scores | Buteurs                                                  |
| ---------- | ------------------ | ------------------ | ---------------------------------------- | ------ | -------------------------------------------------------- |
| 04/01/2025 | Seizième de finale | UD Barbastro       | Estadio Municipal de Deportes, Barbastro | 0-4    | Garcia 21e, Lewandowski 31e 47e, Torre 56e               |
| 15/01/2025 | Huitième de finale | Real Betis         | Stade olympique, Barcelone               | 5-1    | Gavi 3e, Koundé 27e, Raphinha 58e, Ferran 67e, Yamal 75e |
| 06/02/2025 | Quarts de finale   | Valence CF         | Stade de Mestalla, Valence               | 0-5    | Ferran 3e 17e 30e, Lopez 23e, Yamal 59e                  |
| 25/02/2025 | Demi-finale aller  | Atlético de Madrid | Stade olympique, Barcelone               | 4-4    | Pedri 19e, Cubarsi 21e, Martinez 41e, Lewandowski 74e    |
| 02/04/2025 | Demi-finale retour | Atlético de Madrid | Stade Metropolitano, Madrid              | 0-1    | Ferran 27e                                               |
| 26/04/2025 | Finale             | Real Madrid CF     | Stade de la Cartuja, Séville             | 3-2    | Pedri 28e, Ferran 84e, Koundé 116e                       |

| Copa del Rey Vainqueur 2024-2025 |
| -------------------------------- |
| FC Barcelone 32e titre           |

### Supercoupe d'Espagne
La Supercoupe d'Espagne se déroule du 8 au 12 janvier 2025 à Djeddah en Arabie saoudite. Barcelone s'impose en finale 5-2 face au Real Madrid et la remporte pour la quinzième fois de son histoire.
| Date       | Tour        | Adversaire    | Lieu                        | Score | Buteurs                                                           |
| ---------- | ----------- | ------------- | --------------------------- | ----- | ----------------------------------------------------------------- |
| 08/01/2025 | Demi-finale | Athletic Club | Stade Roi-Abdallah, Djeddah | 0-2   | Gavi 17e, Yamal 52e                                               |
| 12/01/2025 | Finale      | Real Madrid   | Stade Roi-Abdallah, Djeddah | 2-5   | Yamal 22e, Lewandowski 36e (pen.), Raphinha 39e 48e, Balde 45+10e |

| Supercoupe d'Espagne Vainqueur 2025 |
| ----------------------------------- |
| FC Barcelone 15e Titre              |

## Transferts
| Nom            | Nationalité | Poste     | Transfert      | Provenance/Destination | Division       |
| -------------- | ----------- | --------- | -------------- | ---------------------- | -------------- |
| Arrivées       |             |           |                |                        |                |
| Dani Olmo      | Espagne     | Milieu    | 60 M€          | Red Bull Leipzig       | Bundesliga     |
| Départs        |             |           |                |                        |                |
| Sergi Roberto  | Espagne     | Milieu    | Fin de contrat |                        |                |
| Marcos Alonso  | Espagne     | Défenseur | Fin de contrat |                        |                |
| İlkay Gündoğan | Allemagne   | Milieu    | Fin de contrat | Manchester City        | Premier League |

## Récompenses et distinctions
En octobre 2024, Lamine Yamal remporte le Trophée Kopa. Un mois plus tard, il remporte le prix Golden Boy.
En juin 2025, Raphinha est choisi Meilleur joueur de la Liga tandis que Lamine Yamal est élu Meilleur jeune joueur de cette compétition.

## Équipe nationale
Cinq joueurs du Barça remportent l'Euro 2024 avec l'Espagne le 14 juillet 2024 : Lamine Yamal, Pedri, Ferran Torres, Dani Olmo et Fermín López. Lamine Yamal est désigné meilleur jeune joueur de l'Euro 2024 et est inclus dans le onze idéal.
Le 9 août 2024, trois joueurs du Barça remportent la médaille d'or avec l'Espagne aux Jeux olympiques : Pau Cubarsí, Fermín López (six buts dont deux en finale) et Eric García.
En juin 2025, six joueurs du Barça disputent la phase finale de la Ligue des nations : Lamine Yamal, Pedri, Gavi, Dani Olmo, Pau Cubarsí et Fermín López.